# ポンティアック

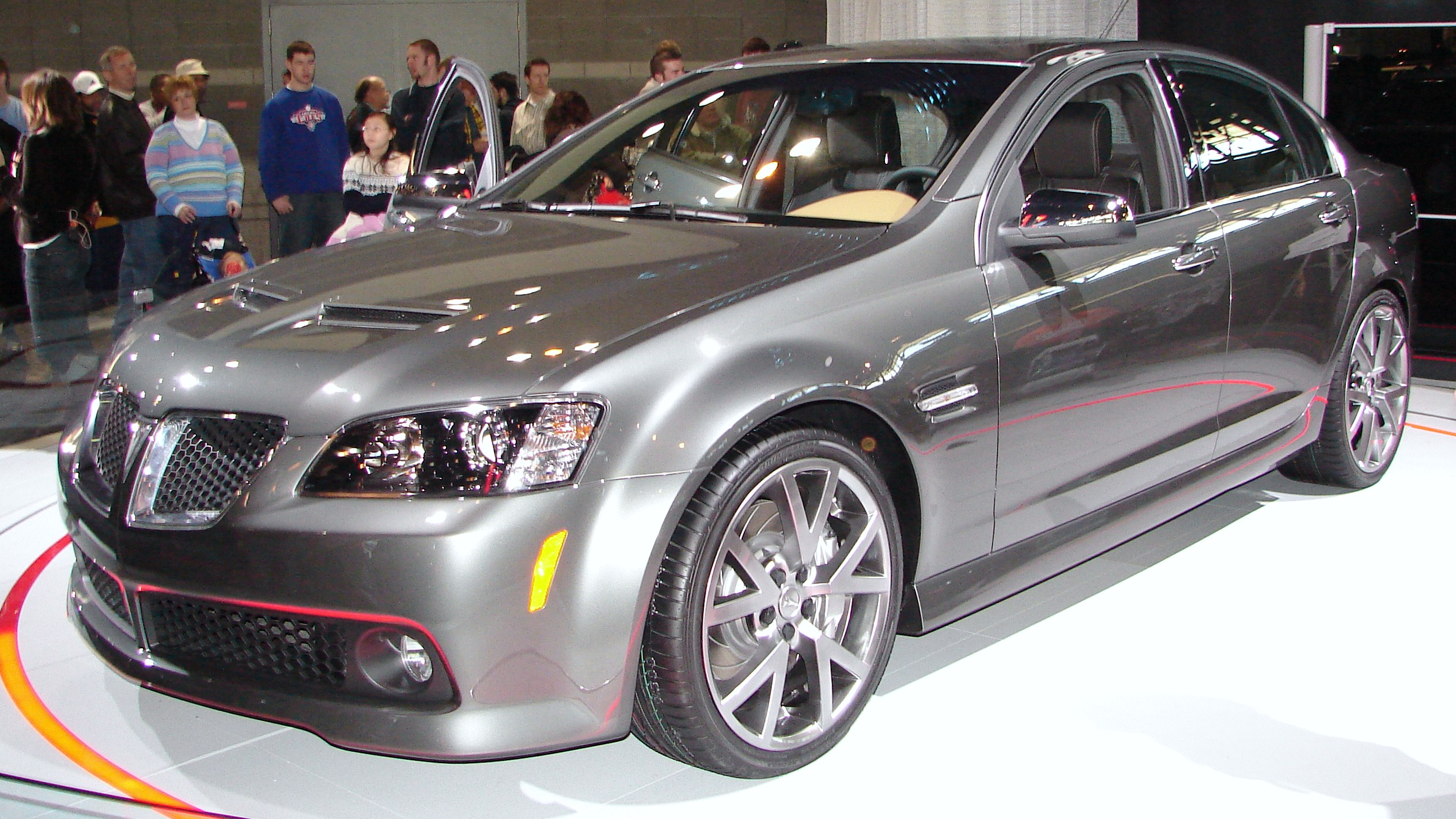
G8GT

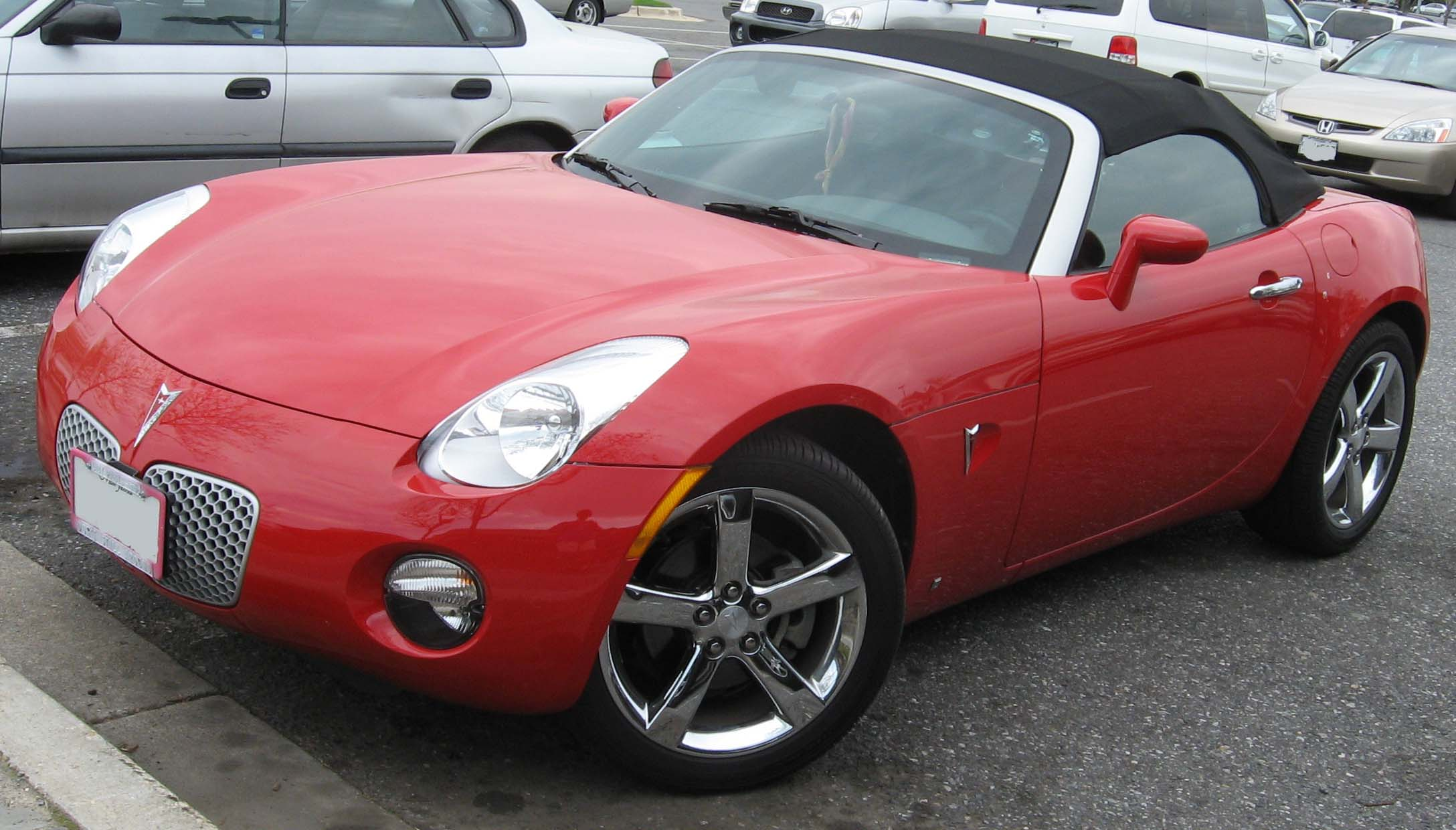
ソルスティス

ポンティアック(Pontiac)は、アメリカ合衆国の自動車会社、ゼネラルモーターズ（GM）が製造・販売していた乗用車のブランドのひとつ。1926年に設立され、84年間使用されたのち、2010年に廃止された。

## 概要
キャデラックを最上位とするGMのブランド群の中では中位に相当し、若年の購買層を主なターゲットとしていた。スポーティーなキャラクターと、比較的安価であることを特徴とした。ブランド名の由来は、デトロイトのネイティブ・アメリカンの「ポンティアック首長（Chief Pontiac）」で、かつては首長の肖像を広告に多用していた。
近年はアメリカとカナダ、メキシコのNAFTA加盟国のみで展開され、販売網は商品展開がかぶらないGMCやビュイックと統合されていたが、GMの深刻な経営不振を受けて2010年限りでブランドが廃止されることとなった。

## 歴史

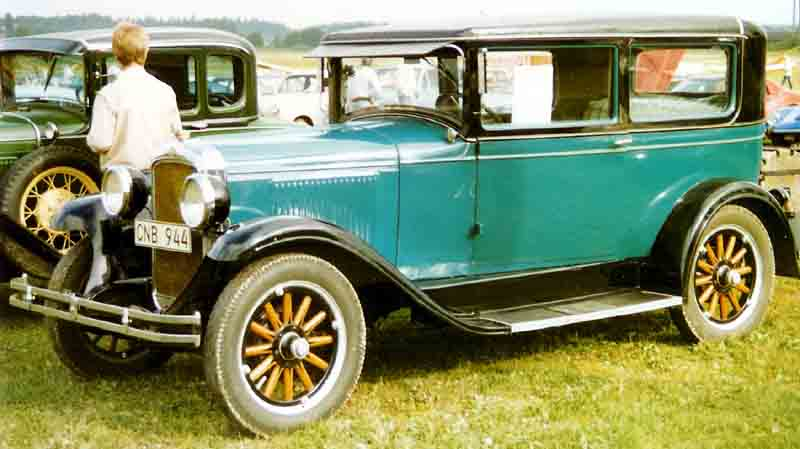
6 2ドアセダン（1928年）

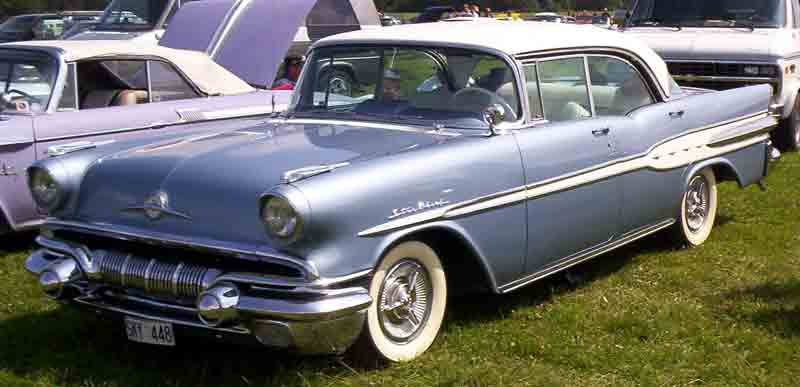
スターチーフ（1957年）

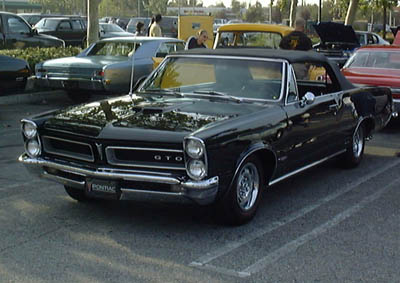
GTO（1965年）

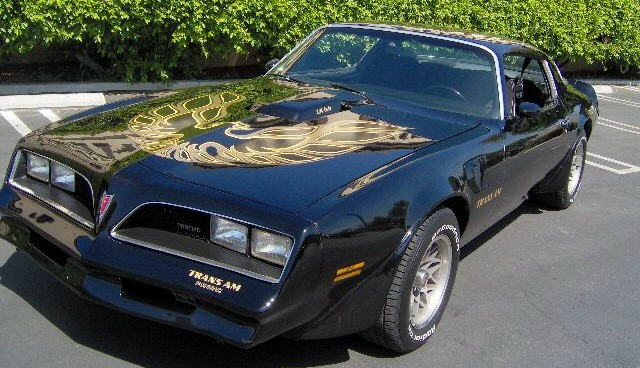
ファイヤーバード・トランザム（1978年）

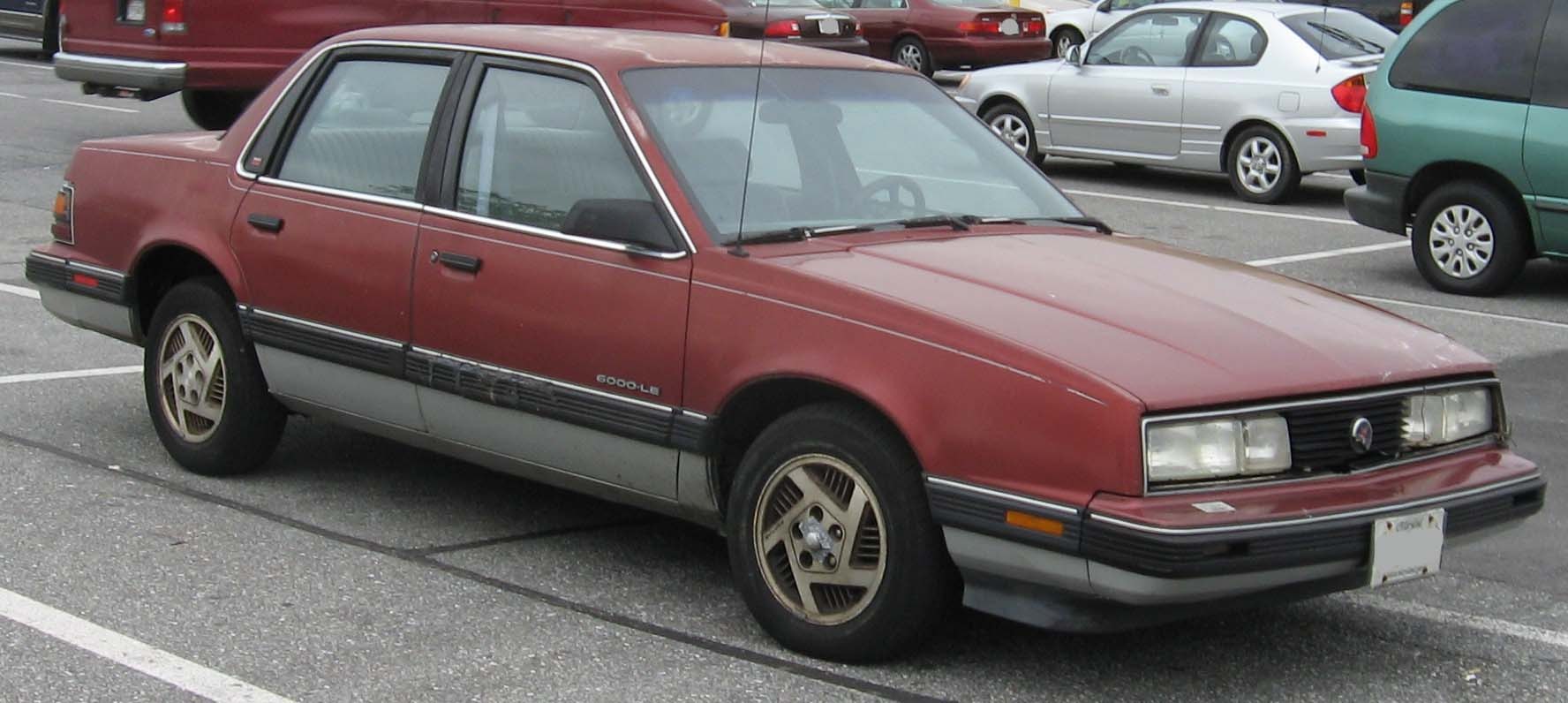
6000 STE（1989年）

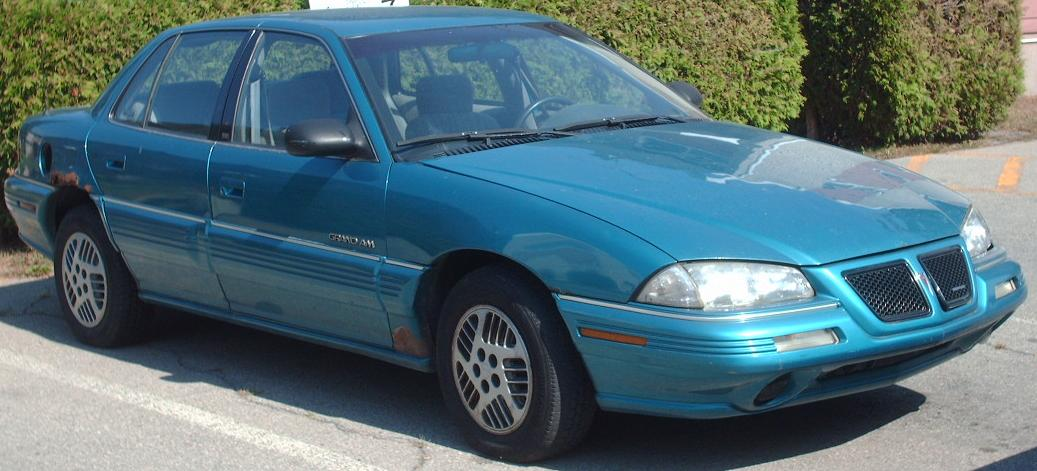
グランダム（1993年）

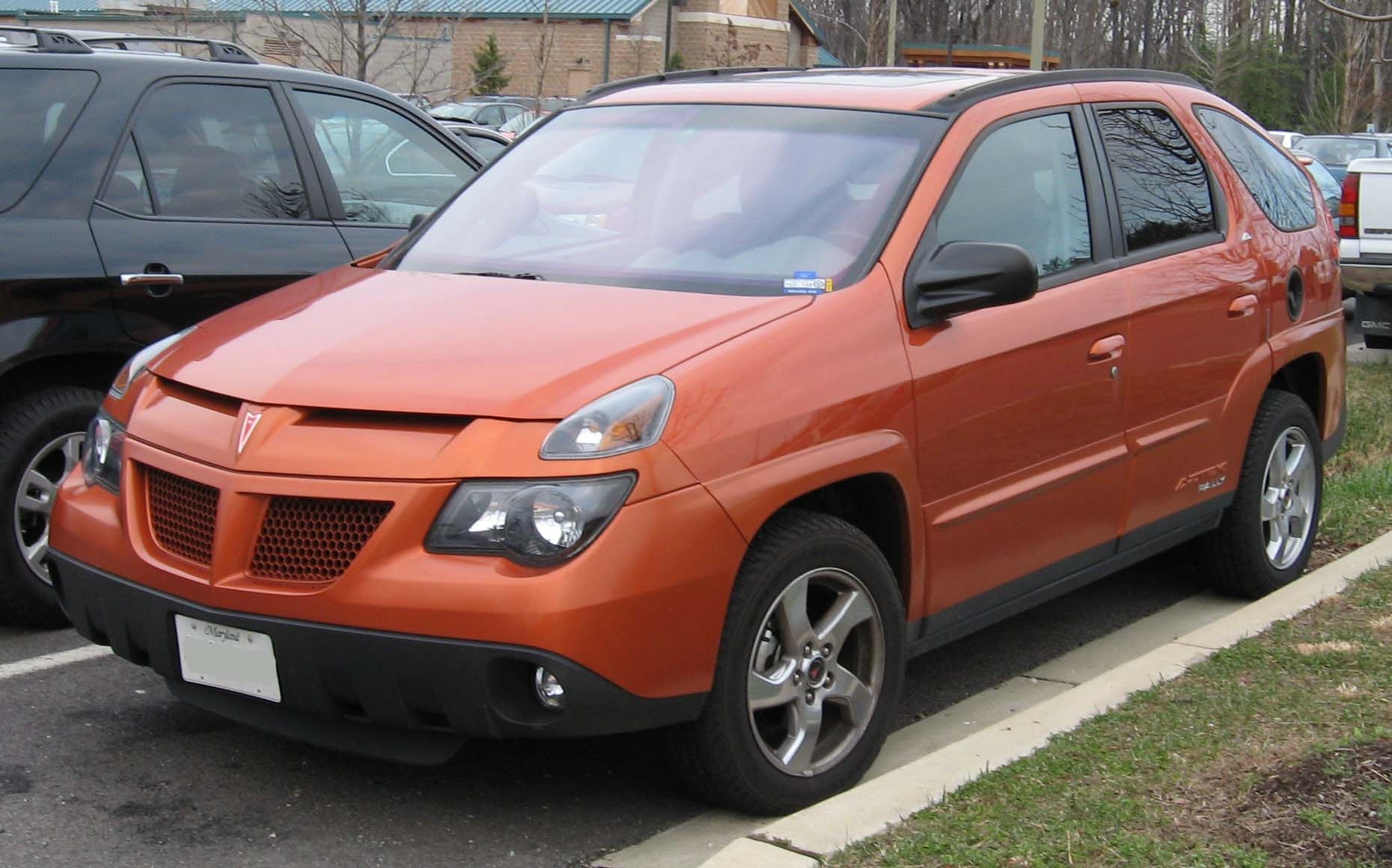
アズテック（2002年）

### 設立
1926年に、ゼネラルモーターズ傘下の「オークランド・モーター・カンパニー」の派生ブランドとして設立された。その後は同じゼネラルモーターズのシボレーなどとシャシーやエンジンなどを共用したモデルを中心に展開した。
このころから1950年代半ばまでのポンティアック車は、シボレーより車格的に少し格上で、優美さのあるスタイリングに特徴があり、主なユーザー層は家庭の婦人であった。
1950年代半ばまでは「スターチーフ」や「チーフテン」など、ポンティアック首長（チーフ）をイメージした「チーフ」の名称がついたモデルや広告を多用した。

### スポーティーブランド
その後1950年代後半に入り、ゼネラルモーターズのシーモン・バンキー・クヌードセンとジョン・Z・デロリアンが、ゼネラルモーターズの他のブランドの車種と共通の車台を利用し、迫力ある鮮烈なデザインや高性能エンジンを搭載することでスポーティーな味付けを施した「ボンネビル」などの高性能モデルを投入した。
1960年代以降は「グランプリ」などのモータースポーツをイメージさせる名称のスポーツモデルを次々に投入し、ゼネラルモーターズ内におけるスポーティーなブランドとしての地位を確立し、イメージを一新することに成功した。

### 絶頂期
ベビーブーマー世代が自動車免許を取得する年齢に達し、一大購買層となった1960年代中盤に入ると、他のゼネラルモーターズのブランドとの差別化を図るべく更に高性能化を進め、「GTO（Gran Turismo Omologato）」と名付けられた高性能オプションを複数のモデルに設定し、のちに独立モデルとし高い人気を博した。「GTO」は現在でもコレクターズアイテムとして高額で取引されている人気モデルとなっている。
1967年、シボレー・カマロと同時発売された、同車とボディーを共有する（エンジン等はそれぞれディビジョンのオリジナル）やや上級志向の「ファイヤーバード」を投入し、同モデルはベストセラーとなるなど、1960年代から1970年代にかけてブランドの絶頂期を迎えることとなった。

### 「トランザム」
その後「ファイヤーバード」をさらに高性能化し、スポーティーな足回りを持たせた上に、オプションで火の鳥をイメージしたデカールを施した「トランザム」などの派生モデルを投入した。
同モデルは、1970年代から1980年代にかけて映画「トランザム7000」やテレビドラマ「ナイトライダー」など数々の作品で取り上げられ知名度を上げ高い人気を博し、同時代の同社のイメージリーダーとなった。

### ダウンサイジング
1970年代に入ると、オイルショックや日本車との競争などの影響を受けてダウンサイジングを進め、「サンバード」をはじめとする、シボレーやオールズモビルなどの、他のゼネラルモーターズのブランドと共通の車台を利用したコンパクトやサブコンパクトモデルを投入し、「セクレタリーカー」（若いOL向けの車。｢Secretary｣は｢秘書｣の意）市場に向けたモデルを充実させた。
1980年代以降は、ミッドシップでボディ外板は全て樹脂製とした「フィエロ（1983年8月に登場）」などの意欲的なモデルの投入を進めた他、ゼネラルモーターズの他のブランドと同じくさらにダウンサイジングを進め、他のゼネラルモーターズのブランドと共通の車台を利用した前輪駆動の「6000」や「グランダム」などの拡販が望めるモデルを投入し成功をおさめた。

### 斜陽
しかし、1990年代に入り日本車などとの競争が激化した上に、消費者の嗜好の変化を受けて販売台数が低下を続けたため、車種整理を進め、「ファイヤーバード」や「フィエロ」などのかつての人気車種を廃止した他、かつては「トランザム」や「グランダム」が人気を博した日本市場から2000年に撤退した。
アメリカ市場におけるSUV人気を受け、2002年にはブランド初のSUVとなる「アズテック」を導入したが、販売台数の低迷に歯止めはかからなかった。なお同車は、その特異なデザインが市場の反感を買い、イギリスの大衆紙である「デイリー・テレグラフ」が2008年8月に発表した「史上最も醜い車100選」の1位に選ばれた。
それでもポンティアックはオーストラリアのGM子会社、ホールデンの開発による新型「GTO」（ホールデン・モナーロの兄弟車）クーペや、自社の高級セダンの「ボンネビル」から「G8シリーズ」（同・コモドアの兄弟車）への代替、さらには久々の2座席スポーツカー、「ソルスティス」の導入でスポーティイメージの維持を図った。

### 消滅
しかし、2000年代に入り、シボレーがこれまでのベーシック路線からスポーティー路線に転換したことを受けて存在意義があいまいになった上、2000年代後半に入りゼネラルモーターズが深刻な経営不振に陥ったことを受けて、ブランド廃止の噂が取りざたされていた。そして、この伝統あるブランドは2010年度限りで廃止されることが2009年4月27日にGM本社から発表された。
2010年10月31日、GMは正式にポンティアックブランドの終了を発表し、84年の歴史に幕を閉じた。

## 車種一覧
車種一覧（英語版）から抜粋
- 6000 (6000)
- ボンネビル (Bonneville)
- グランプリ (Grand Prix)
- グランダム (Grand Am)
- カタリナ (Catalina)
- ルマン (Le Mans)
- スターチーフ (Star Chief)
- チーフテン (Chieftain)
- ファイヤーバード (Firebird)
トランザム (Trans Am)
- サンバード (Sunbird)

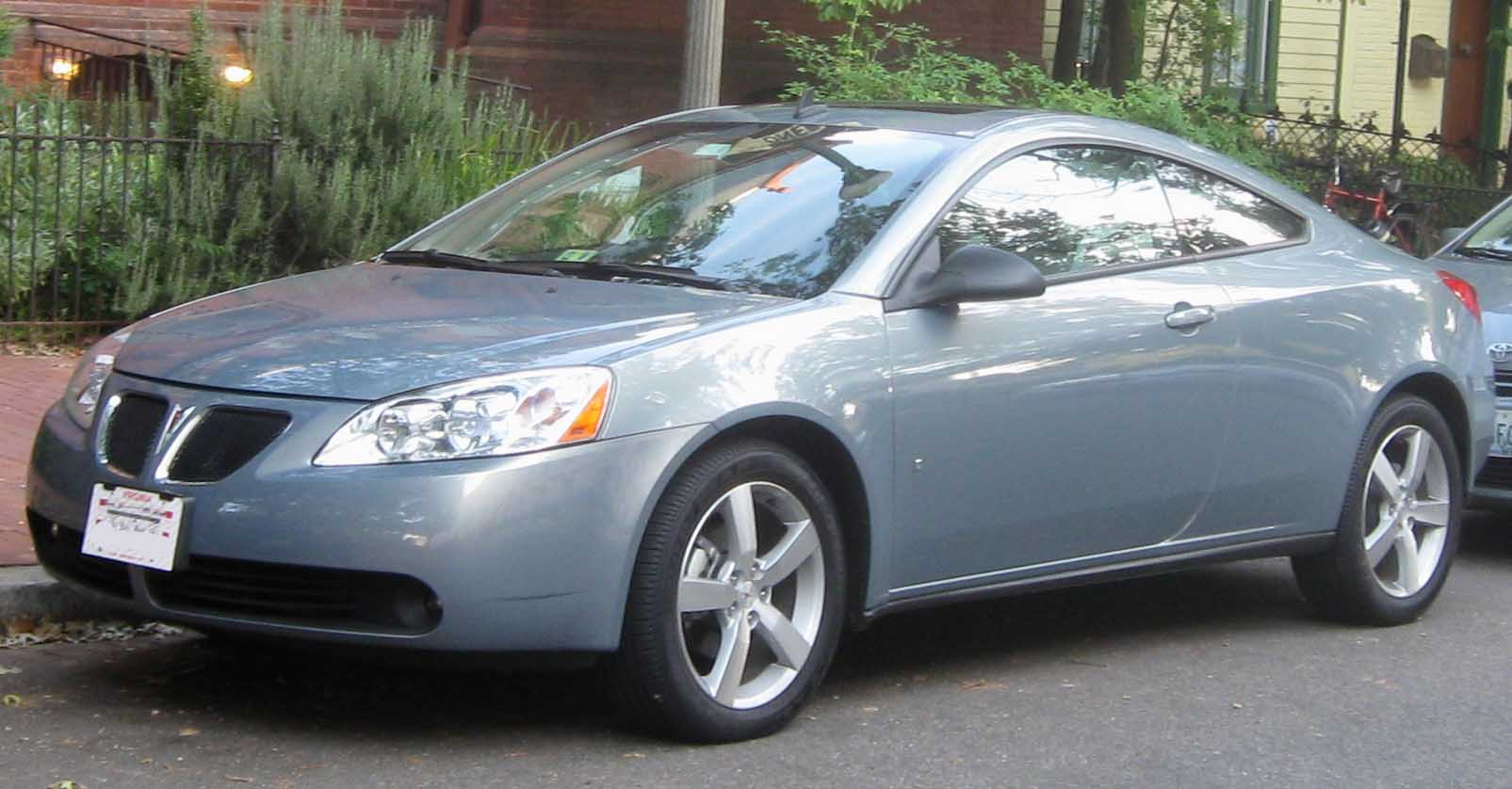
G6

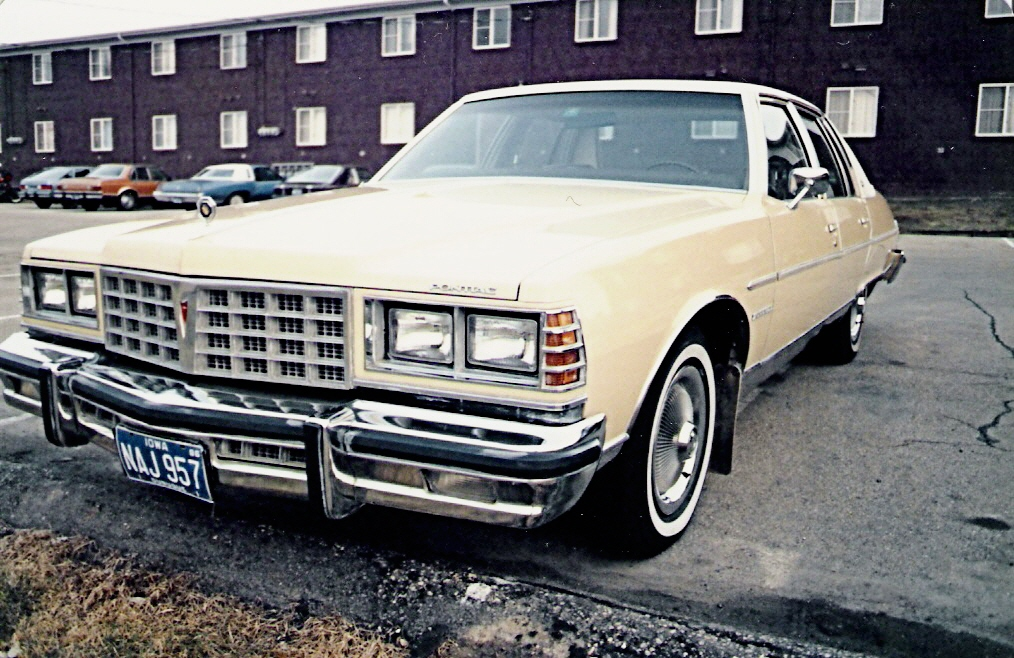
ボンネビル（1977年）

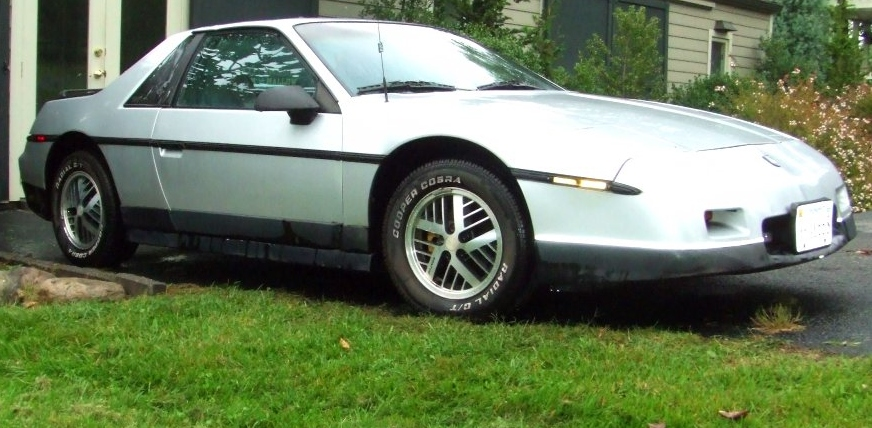
フィエロ（1986年）

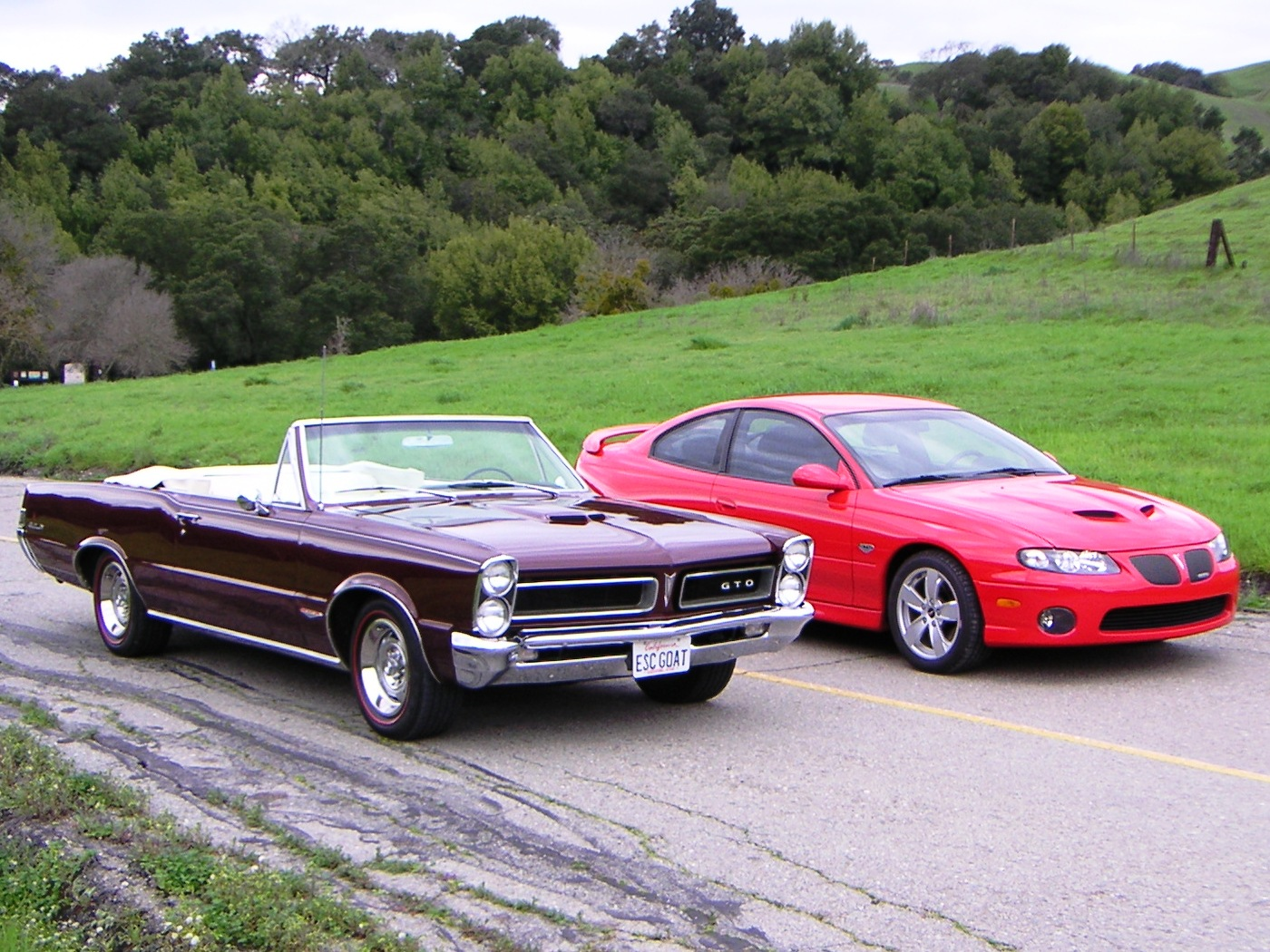
GTO（1965年と2005年型）

- ファイヤーフライ (Firefly)（スズキ・スイフトのOEM）
- フィエロ (Fiero)
- ル・マン (Le Mans)
- テンペスト (Tempest)（シボレー・コルシカの兄弟車 ）
- トルペード (Torpedo)
- トレント (Torrent)
- ヴェンチュラ (Ventura)
- サンファイア (Sunfire)
- GTO (GTO)
- サンランナー（スズキ・エスクードのOEM）
- アズテック (Aztek)
- G2マティス（メキシコのみ。マティスのポンティアック版）
- G3（シボレー・アヴェオのポンティアック版）
- G5 (G5)（シボレー・コバルトのポンティアック版）
- G6 (G6)
- G8 (G8)（ホールデン・コモドアのバッジエンジニアリング）
- トレント (Torrent)（シボレー・エクイノックスのポンティアック版）
- ヴァイブ (Vibe)（初代は日本でもトヨタ・ヴォルツとして販売された）
- ソルスティス (Solstice)
- トランススポーツ

## 日本での販売

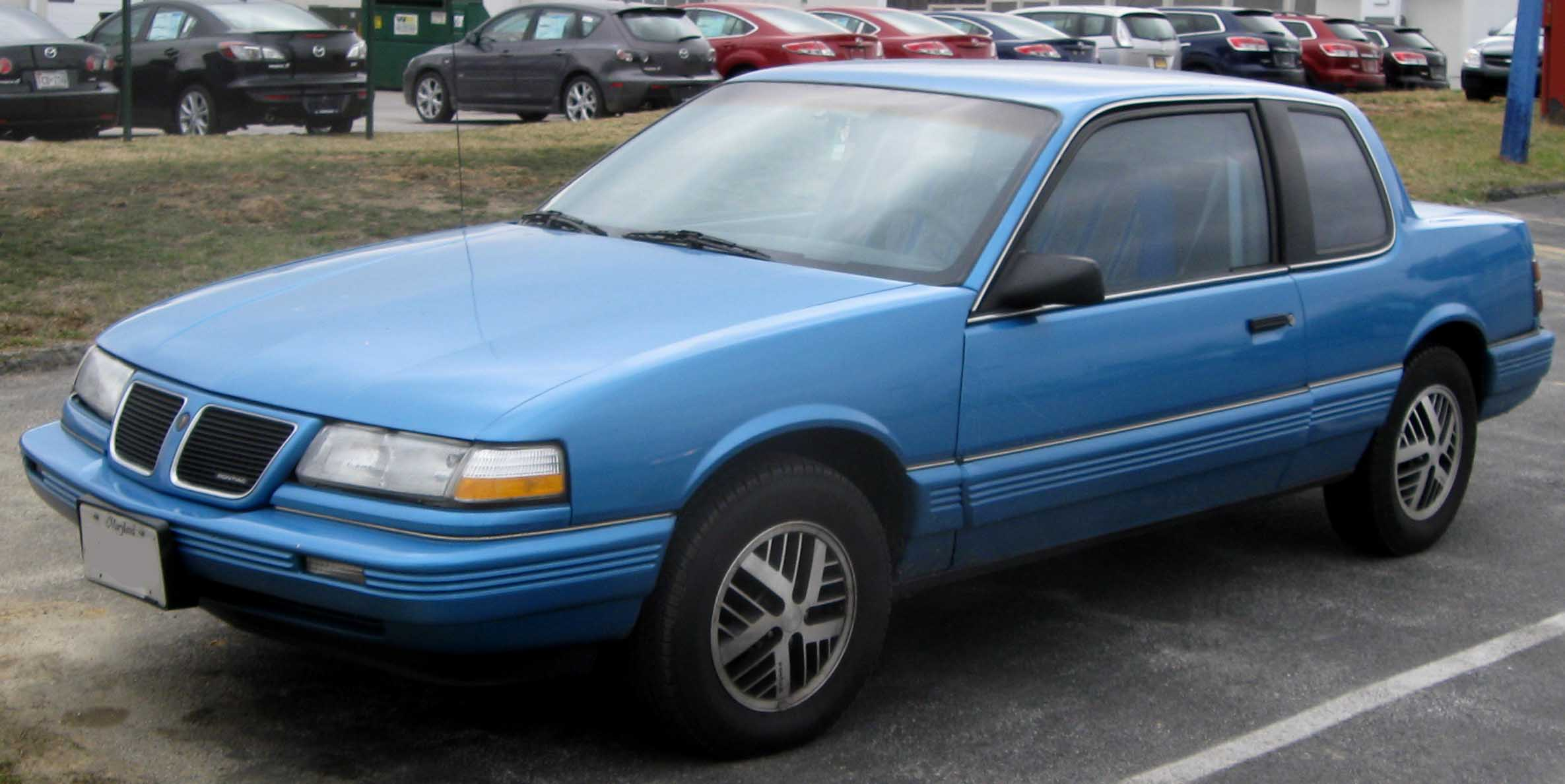
グランダム（1989年）

日本ではかつて国際モータースや日英自動車、ヤナセ、東急モータース、W.W.テーラー、スズキなどが輸入を行っており、1980年代後半からは中型の「グランダム」が輸入され、最も安いアメリカ車の1台となっていた。
しかしブランドとしてのラインナップに乏しかった上、「グランダム」にしても、同じGM系のキャデラックやサターンと異なり、左ハンドルしか用意されなかったこともあり売り上げは下降線を辿り、サターンと入れ替わるように正規輸入が停止され、1997年以降、日本でポンティアックブランドの車種の正規輸入及び販売は行われていない。
日本の自動車検査証における車名は「ポンティアック」ではなく「ポンテアック」だった。